# Queen of Heaven Cemetery
Queen of Heaven Cemetery è un cimitero cattolico situato a Hillside, vicino a Chicago, Illinois.

## Storia
Queen of Heaven è situato vicino all'Eisenhower Expressway (Interstate 290), ed è adiacente a due altri cimiteri: il cattolico Mount Carmel Cemetery e il protestante Oakridge Glen Oaks Cemetery.
Queen of Heaven fu consacrato nel 1947 e fu in uso fino al 1965. Oggi il cimitero è esteso 472 acri e 122.451 persone vi sono sepolte. La media annuale di sepolture, dalla fondazione alla chiusura è di 3215. Il mausoleo adiacente al cimitero ha 30.000 cripte e 64 colombari.
Contiene la "Sezione degli innocenti", ove sono sepolti dei bambini vittime di un incendio in una scuola.

## Sepolture famose
Frank Annunzio è sepolto a Queen of Heaven ed anche il suo allenatore Charles Bidwell.
Il mausoleo è anche il luogo di sepoltura di alcuni uomini di Al Capone, tra i quali Sam Battaglia e Paul Ricca.